# Mike Featherstone
Mike Featherstone – angielski socjolog kultury zajmujący się historią i socjologią kultury XX wieku. Interesuje się powiązaniami między nowoczesnością i ponowoczesnością.
Był redaktorem naczelnym pisma "Theory, Culture & Society". Jest profesorem na Nottingham Trent University.